# Уаттара, Абу
Бен Кади́р Абу́ Уаттара́ (фр. Ben Qadir Abou Ouattara; род. 26 декабря 1999, Уагадугу или Буаке, Валле-дю-Бандама) — буркинийский футболист, вингер. Выступал в национальной сборной Буркина-Фасо.

## Карьера

### Начало карьеры
Первым профессиональным клубом футболиста был буркинийский «Салитас», в составе которого стал выступать в 2015 году. В августе 2016 года перешёл в гвинейский клуб «Хоройя», вместе с которым становился победителем чемпионата. В начале 2018 года перешёл в бельгийский клуб «Мехелен». Дебютировал за клуб 18 февраля 2018 года в матче против , выйдя на замену на 79 минуте. Однако больше к матчам с основной командой не привлекался. В январе 2019 года на правах арендного соглашения присоединился к французскому клубу «Лилль B», включив также опцию выкупа. Дебютировал за клуб 23 февраля 2019 года в матче против клуба «Седан», выйдя на замену на 69 минуте. Своим дебютным забитым голом за клуб отличился 9 марта 2019 года в матче против клуба «Ланс B». За проведённый сезон успел отличиться 3 забитыми голами и 2 голевыми передачами.

### «Лилль»

#### Сезон 2019/2020 (аренда в «Виторию» Гимарайнш)
В июле 2019 года официально присоединился к французскому «Лиллю». Первоначально приступил к подготовке к сезону с основной командой, однако в скором времени отправился во вторую команду. Первый матч в сезоне сыграл 17 августа 2019 года против клуба «Бельфор», выйдя на поле в стартовом составе, также отличившись своими первыми забитыми голами, оформив дубль. За основную команду клуба дебютировал 13 сентября 2019 года в матче против «Анже», выйдя на замену на 82 минуте. В январе 2020 года на правах арендного соглашения присоединился к португальскому клубу «Витория» Гимарайнш. Дебютировал за клуб 1 марта 2020 года в матче против клуба «Тондела», выйдя на замену на 77 минуте. Дебютным забитым голом за клуб отличился 30 июня 2020 года в матче против «Витории» Сетубал. По итогу сезона вместе с клубом завершил чемпионат на итоговом седьмом месте.

#### Аренда в «Виторию» Гимарайнш и «Амьен»
Новый сезон начинал в составе португальской «Витории» Гимарайнш, которой также принадлежал клубу на правах аренды. Первый матч сыграл 19 октября 2020 года в против клуба «Боавишта», выйдя на замену на 88 минуте. Однако затем отправился выступать за вторую команду клуба. В конце января 2021 года покинул португальский клуб и был отправлен в аренду в французский клуб «Амьен», соглашение с которым было заключено до конца сезона. Дебютировал за клуб 10 февраля 2021 года в матче Кубка Франции против клуба «Мец». Первый матч в чемпионате сыграл 13 февраля 2021 года против «Гренобля», выйдя на замену на 79 минуте. По итогу сезона вместе с клубом завершил чемпионат на итоговом десятом месте. По окончании срока действия арендного соглашения покинул клуб.

### «Валансьен»
В июле 2021 года на правах свободного агента присоединился к французскому клубу «Валансьен». Дебютировал за клуб 24 июля 2021 года в матче против клуба «Ньор», выйдя на замену на 66 минуте. Первым результативным действием за клуб отличился 1 ноября 2021 года в матче против клуба «Осер», отдав голевую передачу. Однако в скором времени футболист выбыл из распоряжения основной команды, редко попадая в заявку на матчи. В феврале 2022 года отправился выступать во вторую команду клуба. Дебютировал за команду 5 февраля 2022 года в матче против клуба «Сент-Омер», выйдя на поле в стартовом составе. В матче 5 марта 2022 года футболист отличился забитым голом против клуба «Васкеаль». По итогу сезона вместе с клубом завершил чемпионат на итоговом шестнадцатом месте в турнирной таблице.

### «Шериф»
В июне 2022 года перешёл в молдавский «Шериф». В июле 2022 года вместе с клубом отправился на квалификационные матчи Лиги чемпионов УЕФА. Первый матч в рамках еврокубкового турнира сыграл 6 июля 2022 года против боснийского клуба «Зриньски». Первый матч в молдавской Суперлиге сыграл 30 июля 2022 года против кишинёвского клуба «Зимбру». По итогу третьего квалификационного раунда Лиги чемпионов УЕФА вместе с клубом уступил по сумме матчей чешской «Виктории», тем самым отправившись в раунд плей-офф Лиги Европы УЕФА, где победили армянский «Пюник» и вышли в групповой этап турнира. Дебютный гол за клуб забил 14 августа 2022 года в матче против «Динамо-Авто». Первый матч в рамках группового этапа сыграл 8 сентября 2022 года против никосийской «Омонии». По итогу группового этапа Лиги Европы УЕФА, где также сыграл против английского «Манчестер Юнайтед» и испанского «Реал Сосьедада». В октябре 2022 года получил травму и выбыл до конца сезона. По итогу сезона вместе с клубом стал победителем молдавской Суперлиги и обладателем Кубка Молдовы.
В июне 2024 года вернулся в распоряжение тираспольского клуба после длительного восстановления от тяжёлой травмы, пропустив целый сезон. В июле 2024 года вместе с клубом отправился на квалификационные матчи Лиги Европы УЕФА. Первый матч в новом сезоне сыграл 18 июля 2024 года против азербайджанского клуба «Зиря», выйдя на замену на 105 минуте в дополнительное время. По итогу второго квалификационного раунда вместе с клубом уступили шведскому «Эльфсборгу», вылетев в квалификации Лиги конференций УЕФА. Первый матч в чемпионате сыграл 4 августа 2024 года против клуба «Дачия-Буюкань», выйдя на замену на 62 минуте, также отличившись голевой передачей. Своим первым забитым голом в чемпионате отличился 15 сентября 2024 года в матче против клуба «Флорешты». Во второй половине сезона выбыл из распоряжения клуба. По итогу сезона вместе с клубом стал серебряным призёром чемпионата и обладателем Кубка Молдовы. По окончании сезона покинул тираспольский клуб по окончании срока действия контракта.

## Международная карьера
В 2016 году получил вызов национальную сборную Буркина-Фасо. Дебютировал за сборную 27 февраля 2016 года в товарищеском матче против Египта. 

## Достижения
«Хоройя»
- Чемпион Гвинеи: 2016/17

«Шериф»
- Чемпион Молдовы: 2022/23
- Обладатель Кубка Молдовы (2): 2022/23, 2024/25